# Singleton (designmönster)

UML-diagram av en singletonklass

Singleton är ett designmönster inom datavetenskap som innebär att man begränsar antalet instanser av en klass till ett objekt.

## Exempel på implementation
Singleton implementeras genom att man skapar en klass med en metod som skapar en instans om det inte redan finns en. Om det finns en instans av klassen, returnerar metoden en referens av det objektet. För att förhindra skapandet av flera instanser görs konstruktorn privat (private) eller skyddad (protected).
Idén med en singletonklass är alltså att det i programmet bara kommer att finnas en och endast en instans av klassen och att den som använder klassen inte behöver veta när den skapas. Singletonklassen skapas första gången någon ber om en referens till klassen. 

### Java
```
public
 
class
 
Singleton
 
{

  
// Privat konstruktor som förhindrar att det skapas en publik automatiskt

  
private
 
Singleton
()
 
{}

  
private
 
static
 
class
 
SingletonHolder
 
{

    
private
 
static
 
Singleton
 
instance
 
=
 
new
 
Singleton
();

  
}
 

  
public
 
static
 
Singleton
 
getInstance
()
 
{

    
return
 
SingletonHolder
.
instance
;

  
}

}

```